# Tonelada
En metrología, la tonelada métrica o megagramo es una unidad de medida de masa en el sistema métrico decimal y actualmente de masa en el Sistema Internacional de Unidades (SI) que equivale a 1000 kg. Su símbolo es t (en minúscula, aunque en el uso también son frecuentes otras formas, no reconocidas en el SI, como «T» o «Tm»). Aunque no forma parte del SI, la tonelada es aceptada para su uso con las unidades del SI y prefijos por el Comité Internacional de Pesos y Medidas, junto con otras unidades, como el bar, el litro y el día.

## Etimología
La tonelada del francés antiguo "tonel", y esta diminutivo de "tonne" ‘tonel grande’.
El nombre establecido en el SI es "tonelada", sin más, aunque se puntualiza que esta unidad es denominada "tonelada métrica" en los países de habla inglesa.

## Sistema Internacional de Unidades
La tonelada es el tercer múltiplo del kilogramo y sexto del gramo. También se denomina técnicamente megagramo. Ocasionalmente se abrevia como «tn», pero no es una forma aceptada en las normas del SI o de la Organización Internacional de Normalización (ISO).
Equivalencias: Una tonelada o megagramo es igual a:
|           | Unidad                       | Observación                        |
| --------- | ---------------------------- | ---------------------------------- |
| 1 000 000 | gramos                       |                                    |
| 100 000   | decagramos                   |                                    |
| 10 000    | hectogramos                  |                                    |
| 1000      | kilogramos                   |                                    |
| 100       | miriagramos o centitoneladas | múltiplos no reconocidos por el SI |

### Aclaración sobre la tonelada métrica
La tonelada (Tm) fue originalmente una unidad de masa equivalente a la masa de un metro cúbico de agua dulce[cita requerida] pero actualmente es simplemente un múltiplo del kilogramo. Se le denomina así debido a que equivale al peso de mil litros de agua dulce, por lo que para hacer la conversión de toneladas métricas a otros tipos de tonelada hay que utilizar el conversor necesario dependiendo del tipo de tonelada al que se refiera.

## Unidades derivadas
| Toneladas | Toneladas | Toneladas | Gramos    | Gramos     | Gramos  | Equivalencias *  | Equivalencias *   | Equivalencias *  | Equivalencias *        | Equivalencias *          |
| Múltiplos | Nombre    | Símbolo   | Múltiplos | Nombre     | Símbolo | Toneladas (t)    | Kilogramos (kg)   | Gramos (g)       | US/Short Tons (ST)†    | Imperial/Long Tons (LT)† |
| --------- | --------- | --------- | --------- | ---------- | ------- | ---------------- | ----------------- | ---------------- | ---------------------- | ------------------------ |
| 100       | Tonelada  | t         | 106       | Megagramo  | Mg      | 1 t              | 1000 kg           | 1 millón g       | 1,1023 ST              | 0,98421 LT               |
| 103       | Kilotón   | ktǂ       | 109       | Gigagramo  | Gg      | 1000 t           | 1 millón kg       | 1 mil millones g | 1.102,3 ST             | 984,21 LT                |
| 106       | Megatón   | Mt        | 1012      | Teragramo  | Tg      | 1 millón t       | 1 mil millones kg | 1 billón g       | 1,1023 millones ST     | 984.210 LT               |
| 109       | Gigatón   | Gt        | 1015      | Petagramo  | Pg      | 1 mil millones t | 1 billón kg       | 1 billardo g     | 1,1023 mil millones ST | 984,21 million LT        |
| 1012      | Teratón   | Tt        | 1018      | Exagramo   | Eg      | 1 billón t       | 1 billardo kg     | 1 trillón g      | 1,1023 billón ST       | 984,21 mil millones LT   |
| 1015      | Petatón   | Pt        | 1021      | Zettagramo | Zg      | 1 billardo t     | 1 trillón kg      | 1 trillardo g    | 1,1023 billardo ST     | 984,21 billón LT         |
| 1018      | Exatón    | Et        | 1024      | Yottagramo | Yg      | 1 trillón t      | 1 trillardo kg    | 1 cuatrillón g   | 1,1023 trillones ST    | 984,21 billardo LT       |

* La columna de unidades equivalentes utiliza el sistema de nomenclatura de escala corta y número grande, actualmente utilizado en países de habla inglesa, ejemplo: 1 "billion" = 1,000 millones = 1,000,000,000 (a diferencia del español en que 1 billón = 1,000,000 millones = 1,000,000,000,000)
† Valores en las columnas de equivalencia de toneladas cortas y toneladas largas son redondeados a cinco valores significativos. Vea Conversiones para valores exactos.
ǂ Aunque, no es estándar, el símbolo "kt" es, también, utilizado (en lugar del símbolo estándar "kn") para nudo (ing. knot), una unidad de velocidad para aviones y embarcaciones de mar y no deberá ser confundida con kilotón.

## Uso alternativo
Una unidad de tonelada métrica (mtu) puede significar 10 kg (aproximadamente 22 lb) en comercio de metal (ejemplo: tungsteno, manganeso), particularmente, en los US. Tradicionalmente, se refiere a la tonelada métrica de mineral que contiene 1 % (ejemplo: 10 kg) de metal. La siguiente excepción de un libro de texto de geología minera describe su uso en el caso particular del tungsteno:
"Las concentraciones de tungsteno son, usualmente, comerciadas en unidades de tonelada métrica (originalmente, designando una tonelada de mineral que contiene 1 % de WO3, hoy utilizado para medir cantidades de WOe en unidades de 10 kg. Una tonelada métrica (mtu) de tungsteno (W) contiene 7.93 kilogramos de tungsteno" (Walter L Pohl, Economic Geology: Principles and Practices. English edition, 2011, p 183.)
En el caso de uranio, es, algunas veces, utilizado MTU en el sentido de "tonelada métrica de uranio (1000 kg)".
Un gigatón es la unidad de masa, a menudo, utilizada por la industria minera del carbón para evaluar y definir la medida de una reserva de carbón.

## Sistema anglosajón de unidades
La tonelada en el sistema anglosajón de unidades se refiere originalmente al gran tonel con una capacidad de 252 galones, que contiene aproximadamente 2016 libras de agua. Dicho barril aún se denomina tun en el inglés británico.[cita requerida]
En este sistema avoirdupois existen dos unidades de masa diferentes denominadas tonelada:
- Tonelada corta: equivale a 907,18474 kg, y en inglés se llama short ton, aunque en el uso habitual de Estados Unidos se le llama tonelada (ton), y hasta se abrevia t. Sus equivalencias son:[cita requerida]
  - 14 000 000 granos
  - 512 000 dracmas avoirdupois
  - 32 000 onzas avoirdupois
  - 2 000 libras avoirdupois
  - 80 arrobas
  - 20 quintales cortos
  - 4 cuartos cortos.

- Tonelada larga: era muy utilizada en Reino Unido, pero quedó obsoleta desde que se adoptó la tonelada métrica. La tonelada larga era igual a 1016,0469088 kg, y en inglés se llama long ton o weight ton. Sus equivalencias son:[cita requerida]
  - 15 680 000 granos
  - 573 400 dracmas avoirdupois
  - 35 840 onzas avoirdupois
  - 2 240 libras avoirdupois
  - 160 stones
  - 20 quintales largos
  - 4 cuartos largos.

## Otras toneladas
Como medida de peso, la tonelada castellana equivalía a 20 quintales, y el quintal a 100 libras castellanas (es decir, 46 kg), por lo que la tonelada serían 920 kg. Dejó de utilizarse cuando se impuso la tonelada métrica de 1000 kg (lo cual representó grandes problemas, dada la pequeña diferencia entre una y otra).
En la náutica castellana del siglo XVI, la tonelada era una medida de capacidad que equivalía a 1,518 m³, o 1518 litros.
En la náutica española posterior, la tonelada era una medida de capacidad igual a ocho codos de ribera cúbicos; es decir, 1,583 m³, o 1583 L.
Aún se emplea hoy en día en náutica la tonelada de arqueo (o tonelada Moorsom), para medir la capacidad de una embarcación, que equivale a 2,83 m³.[cita requerida]
El tonelaje de peso muerto (TPM) mide la capacidad de carga de una embarcación que navega sin riesgo. Se denominan «de poco porte» o «de porte menor» las embarcaciones menores de unas 1000 t de peso (en realidad masa, pero habitualmente se emplean como sinónimos) muerto.